# Reino do Huambo
O Reino do Huambo, também chamado de Wambu, foi um Estado nacional africano, localizado no Planalto Central de Angola, que teve como capitais as localidades de Ganda-a-Caué (actual Caála) e Huambo-Cabral Moncada (actual Lépi).
Seu território compreendia boa parte da província do Huambo, sendo uma das quatro grandes entidades nacionais dos ovimbundos.
Sua formação como entidade nacional se deu por volta do século XVII, sob a égide do Soma Inene (Rei) Wambu Kalunga, sendo que só foi finalmente subjugado pelo Império Colonial Português em 1903.

## Histórico
A formação política dos ovimbundos centrais, na figura do reino do Huambo, antecedeu a formação dos até mesmo dos poderosos reinos de Bailundo e Bié, ocorrendo no século XVII.
Neste período, o importante caçador imbangala Wambu Kalunga, migrando das terras da Cela, no Cuanza Sul com seu clã, incluindo os filhos, Ciniamba e Catutu, além de um clã aliado liderado por seu primo Sunguandumbu, chegam num local de impressionantes formações monolíticas num planalto, em especial a Pedra Caué. No local já havia um clã instalado, que chamava-se Nganda, que acabou fundindo-se com os imbangalas formando os huambos. Na união dos três clãs, formou-se o reino do Huambo, com Wambu Kalunga tornando-se Soma Inene (rei), instalando sua ombala (cidade-capital) em Nganda-ya-Kawe (atual cidade de Caála), nas proximidades da formação monolítica Pedra Caué. As formações monolíticas possuem um significado espiritual importante, sendo a Pedra Ganda o universo feminino e a Pedra Caué o universo masculino.
O reino iniciou sua expansão, ainda no século XVII, ao capturar e tornar tributário o pequeno e recém-formado reino de Quiaca, ao sudoeste do Huambo. Outra tentativa bem-sucedida de expansão foi contra o reino do Dombe, vencidos em uma importante batalha, já nos limites da presença portuguesa no reino fantoche de Benguela. Ainda sob liderança de Wambu, o reino expandiu anexando as ombalas de Bongo, Quingolo, Quicuma, Caluquembe, Elende e Equequete. Na morte de Wambu, na viragem para o século XVIII, o Huambo já era o mais importante reino ovimbundo, cabendo destacar que nem Bailundo nem Bié ainda estavam formados. Wambu foi sepultado no sopé da Pedra Caué.
Dominando a rota de comércio sul entre Benguela e o planalto central, o reino do Huambo permaneceu com certa prosperidade graças a produção agrícola nas terras férteis do nano e pelo comércio de escravos.
O panorama de tranquilidade findou quando as Campanhas de Pacificação e Ocupação atingiram a região, explodindo a Segunda Guerra Luso-Ovimbundo. O reino foi severamente atacado entre 1891 e 1902, tendo sua ombala em Caála destruída e mudada para Huambo-Cabral Moncada (actualmente vila de Lépi). Como resposta, rei Samakaka dos huambos firmou uma poderosa aliança militar com o rei bailundo Mutu-ya-Kevela, mostrando-se muito bem-sucedida inicialmente. Porém, um espião entregou as posições militares das tropas ovimbundas unidas, que foram derrotadas em 1903. O último rei do Huambo independente foi Livonge, em 1903.